# Budapester Straße (Berlin)
Die Budapester Straße ist eine rund 950 Meter lange Straße in den Berliner Ortsteilen Tiergarten des Bezirks Mitte und Charlottenburg des Bezirks Charlottenburg-Wilmersdorf. Sie stellt die Verbindung zwischen der Corneliusbrücke als Verlängerung der Stülerstraße am Großen Tiergarten und dem Breitscheidplatz dar. Ihren Namen trägt sie nach Budapest.

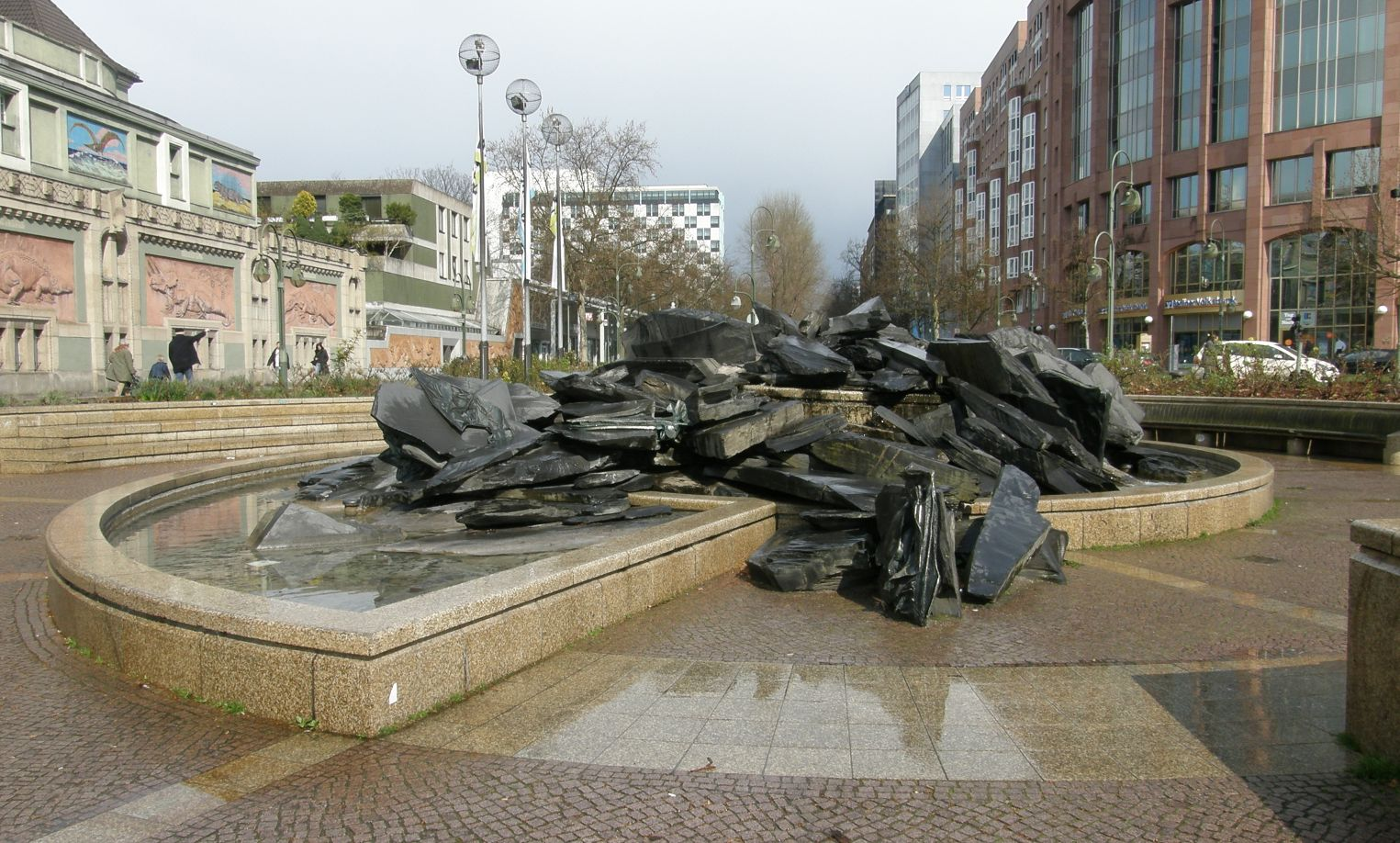
Ammonitenbrunnen von Volker Bartsch am Olof-Palme-Platz mit Blick in die Budapester Straße

Der westliche Bereich der Straße verläuft in Verlängerung der Hardenbergstraße. In Höhe des ‚Bikini-Hauses‘ am Breitscheidplatz verlief – nur in östlicher Richtung – ein Straßentunnel, der 2006 aus städtebaulichen Gründen zugeschüttet wurde. Die Budapester Straße begrenzt den Zoologischen Garten, der am Olof-Palme-Platz mit dem Elefantentor einen seiner beiden Eingänge hat. Hier liegt auch das Berliner Aquarium. Etwas östlich gegenüber liegen das Hotel Palace Berlin und das Europa-Center.
Im Jahr 1925 wurde die damalige Budapester Straße, die zwischen Potsdamer Platz und Brandenburger Tor verlief, in Friedrich-Ebert-Straße (heute Ebertstraße) umbenannt. Um den Namen nicht ersatzlos verschwinden zu lassen, wurde der von der Gedächtniskirche aus nordöstlich gelegene Teil des Kurfürstendamms am 22. April 1925 in Budapester Straße umbenannt. Am 5. Februar 1965 wurde ein Teilstück der Kurfürstenstraße zwischen Budapester und Nürnberger Straße einbezogen.
Ursprünglich verlief die Budapester Straße direkt parallel zur Grenze des Zoos mit dem (damals noch nicht wiederhergestellten) Elefantentor und dem Aquarium, bevor sie in den 1980er Jahren verschwenkt wurde. Durch die Verschwenkung entstand der Olof-Palme-Platz. Den östlichen Teil der Straße prägt das Hotel InterContinental Berlin, das mit seiner schachbrettartigen Fassade eine weithin sichtbare Landmarke am hier verlaufenden Landwehrkanal darstellt.
Auf dem Straßendreieck Budapester Straße / Kurfürstenstraße / Nürnberger Straße gegenüber dem Aquarium befand sich das Eden-Hotel an der historischen Adresse Kurfürstendamm 246/247. Nach Umbenennung des Kurfürstendamm-Abschnittes in Budapester Straße war die Adresse Budapester Straße 35.

## Tunnel Budapester Straße
Ende der 1950er Jahre wurde der Breitscheidplatz autogerecht umgestaltet. Der ehemalige Kreisverkehr um die Gedächtniskirche wurde entfernt (1956–1960), und stattdessen eine Verbindung von der Ecke Tauentzienstraße / Kudamm nach Norden zum Bikinihaus errichtet – die sogenannte „Schnalle“ zwischen Gedächtniskirche und Europa-Center (errichtet 1963–65). Von dieser Schnalle konnte man nun in die Budapester Straße ostwärts in Richtung Potsdamer Platz und westwärts in Richtung Hardenbergstraße abbiegen. Da die Verbindung nach Westen wesentlich bedeutender war für die geteilte Stadt, wurde nun ein kreuzungsfreies Abbiegen nach Westen konzipiert (spätestens 1959).

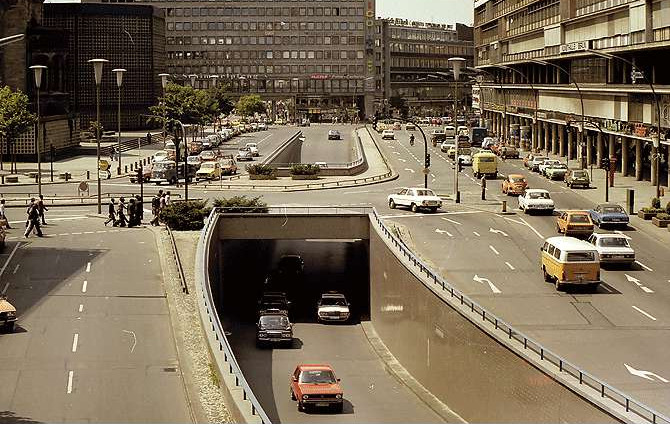
Tunnel mit abbiegender Schnalle (Juni 1978)

Zu diesem Zweck wurde eine Unterführung entlang der Budapester Straße errichtet, mit der nur ostwärts die Schnalle unterfahren werden konnte. Zur Zeit der Errichtung hieß er meist Straßentunnel am Breitscheidplatz oder Straßentunnel an der Gedächtniskirche, auch wenn es sich sachlich um eine Unterführung handelt, die mit Rampen 230 Meter lang war. Beim Rechtsabbiegen aus Westen von der Budapester Straße in die Schnalle waren so einfach nur die rechten Spuren zu nehmen, während die linken Spuren sich in den Trog senkten. Ein Linksabbiegen nach Westen von der Schnalle in die Budapester Straße überquerte den Trog über einen kurzen Deckel. Die Fahrt aus Osten von der Budapester Straße blieb in allen Relationen oberirdisch – nur eine zweispurige Fahrbahn war abgesenkt worden.
Die Straßenführung hatte nicht lange Bestand. Im Jahr 1978 begann eine Verbesserung der Platz-Nutzung und Aufenthaltsqualität auf dem Breitscheidplatz: Die trennende Straßenverbindung vor dem Europa-Center wurde geschlossen und durch einen Fußgängerbereich ersetzt, sodass der Platz entlang der Tauentzienstraße seitdem durchgehend begehbar ist. Der Tunnel jedoch blieb – auf den alten Abbiegerspuren wurden Hochbeete angelegt. Es entstand das Kuriosum, dass Fußgänger von der Fußgängerzone Breitscheidplatz zum Bikinihaus die ostwärtige Fahrbahn überschritten und die westwärtige Fahrbahn an einer Ampel überqueren mussten.
Die Rampen des Tunnel stellten nun ein unnötiges Hindernis dar. Die Mittel zum Zuschütten des Tunnels mochte jedoch niemand aufbringen. 2002 wurde das Bikinihaus verkauft, und der Investor regte die Schließung der Unterführung an. Die Kosten für den Deckel würde er übernehmen. Darüber wurde in den folgenden Jahren gestritten. So gab es die Idee, den Tunnel komplett zu deckeln und den Hohlraum zu nutzen. Einen weiteren Impuls erhielten die Planungen, als der neue Besitzer des Schimmelpfeng-Hauses 2004 den Abriss beschloss, der vom Senat seit 1999 vorgesehen war. Eine Neugestaltung des westlichen Teils der Budapester Straße war nun zwingend.
Schließlich entschied man sich, den Trog mit Boden zu verfüllen. Dazu wurde ab Mai 2005 der nun so bezeichnete Tunnel Budapester Straße gesperrt, und im Juni 2006 eine darauf gesetzte oberirdische Fahrbahn geöffnet. Die Kosten wurden zwischen den Anliegern und der Stadt aufgeteilt – der Zoobogen-Eigentümer Bayerische Immobilien AG zahlte 1,1 Millionen Euro, und das Land Berlin steuerte 500.000 Euro bei. Darin waren allerdings die weiteren Kosten von 1,6 Millionen für die Umgestaltung des Breitscheidplatzes noch nicht enthalten, sodass sich die Gesamtsumme der Baumaßnahmen auf 3,2 Millionen Euro belief. Das Schimmelpfeng-Haus wurde schließlich 2009 abgerissen, und die Umgestaltung damit vervollständigt.